# Roman Rusinov
Roman Rusinov, född den 21 oktober 1981 i Moskva är en rysk racerförare.